# Транспорт Гонконга
Гонконг обладает сложной высокоразвитой транспортной системой, включающую в себя общественный и личный транспорт. Более 80 % поездок жители Гонконга совершают на общественном транспорте.
Система общественного транспорта включает в себя метрополитен (MTR), пригородные и внутригородские электропоезда (бывшая Коулун-Кантонская железная дорога), автобусное сообщение, паромное сообщение между островной и материковой частью города, а также с прилегающими островами, трамвай, фуникулёр, соединяющий центр города с пиком Виктория. Также в качестве транспорта используется сеть движущихся тротуаров — траволаторов и эскалаторов — подобный комбинированный эскалатор соединяет нижнюю террасу острова Гонконг с верхней.

## Городской транспорт

### Метрополитен
Метрополитен Гонконга обслуживает центр города и отдалённые районы. В его состав входят 11 линий и 104 станции почти во всех густонаселённых районах.

### Трамвай

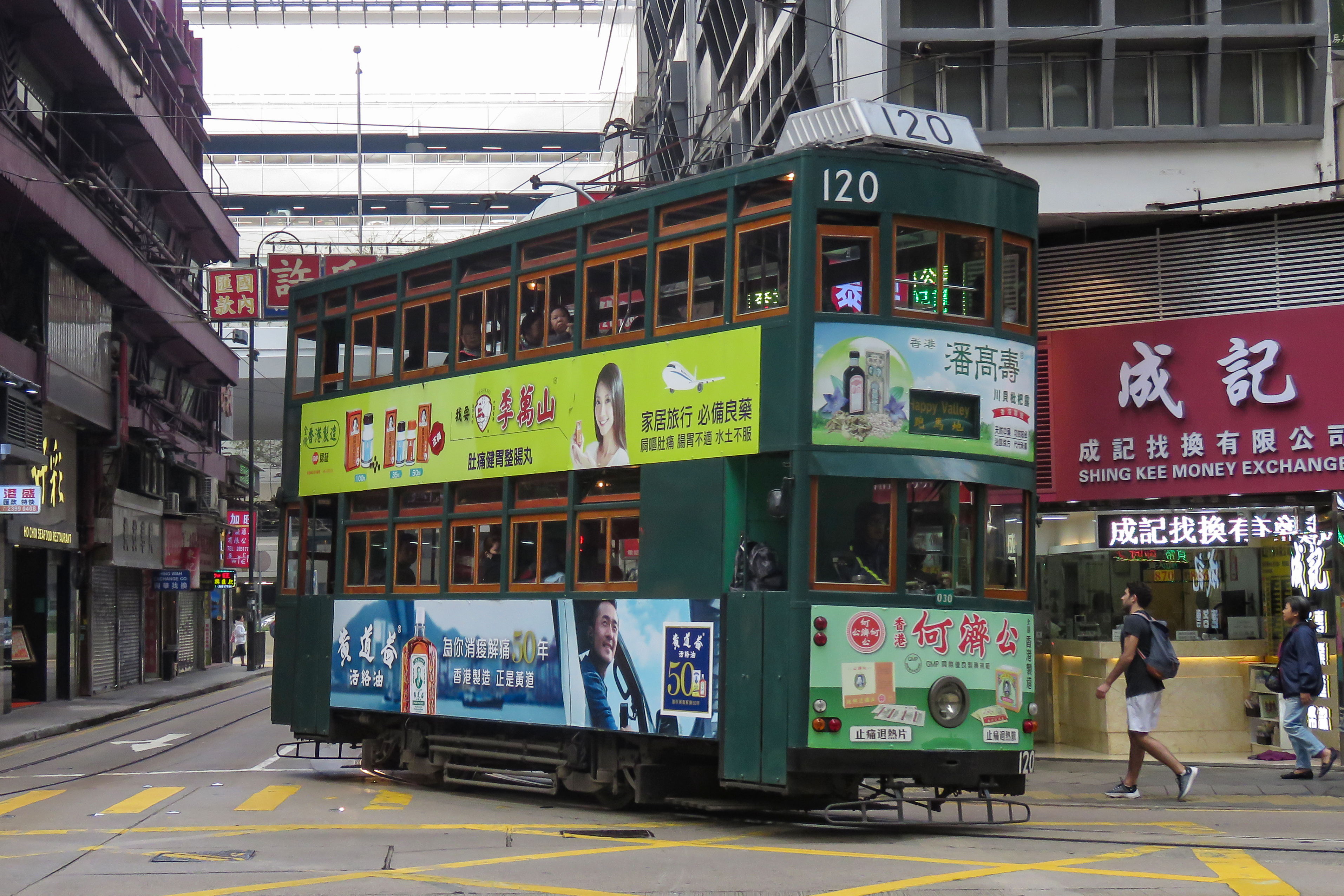
Гонконгский трамвай-даблдекер

В Гонконге имеются две независимые трамвайные сети. Одна из них работает уже более 100 лет (основана в 1904) и соединяет деловой центр острова Гонконг с жилыми районами. В центральной части острова — районах Сёнвань, Сентрал, Адмиралтейство, Ваньчай — имеется единственная линия, которая имеет ответвления на обоих концах (в западной и восточной части острова Гонконг). Нумерации маршрутов нет, маршрут обозначается табличкой с названием конечной станции. Все маршруты проходят через центр города. В качестве подвижного состава используются двухэтажные исторические вагоны 1930-х годов. Также в небольшом количестве имеются и современные вагоны, которые, однако, полностью копируют собой исторические. Трамвай не только является активно используемым и самым дешёвым (стоимость проезда — 3 HK$) средством передвижения, но и важным туристическим объектом.
Вторая сеть трамвая, часто обозначаемая как линии легкорельсового транспорта, расположена на Новых Территориях и соединяет между собой города-спутники Гонконга Тхюньмунь и Юньлон. В качестве подвижного состава используются современные одноэтажные трамвайные вагоны производства Австралии и Японии. Данная сеть принадлежит компании KCRC, владеющей ещё тремя линиями Гонконгского метрополитена.

### Автобус

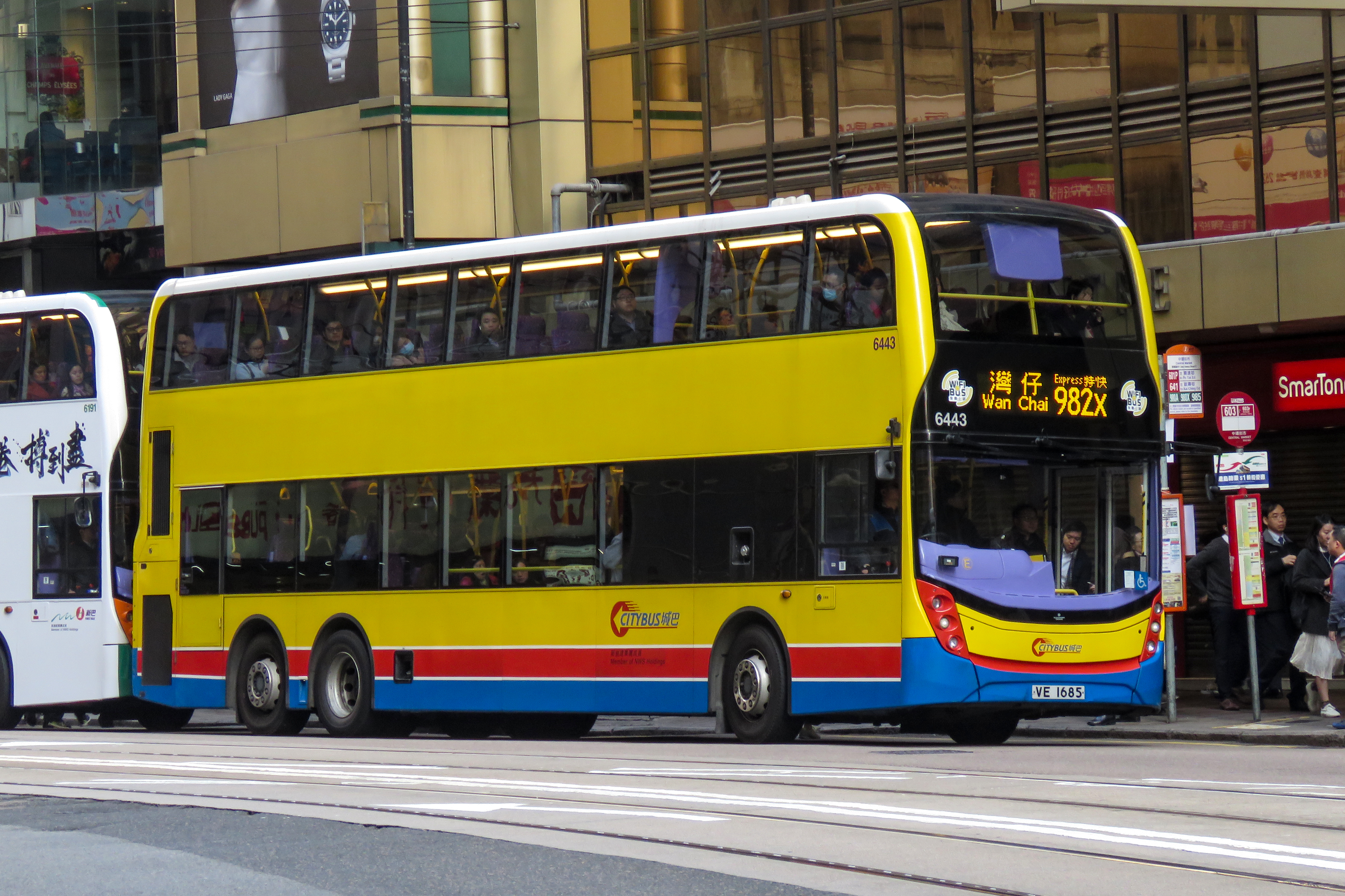
Citybus

В Гонконге работают 3 основные независимые частные автобусные компании, осуществляющие перевозки машинами большой и особо большой вместимости. Перевозки на острове Гонконг и между островом и полуостровом Цзюлун осуществляет CityBus, на острове Гонконг — First Bus, на полуострове Цзюлун и Новых Территориях — KMB. На маршрутах используется в основном двухэтажный подвижной состав. Подавляющее большинство автобусов кондиционированы, однако у KMB ещё имеются автобусы старых моделей с естественно-приточной вентиляцией салона.
Все автобусные сети регулируются муниципалитетом, маршруты имеют строго соблюдаемое расписание, удобные остановочные пункты, единую систему оплаты проезда. В целом, наличие различных перевозчиков не влияет на интегрированность общей транспортной сети. Помимо вышеуказанных автобусных сетей имеются так же маршруты на острове Лантау и маршрутные такси.

### Фуникулёр
Единственный в городе фуникулёр — Пик-трам, соединяющий Центральный район и Мид-левелс с пиком Виктория. Он открылся 30 мая 1888 года и стал первым в Азии. На нём расположено 6 остановок.
Также на юге острова Гонконг есть канатная дорога в Оушен-парке, соединяющая его разные части.

### Велосипедный транспорт

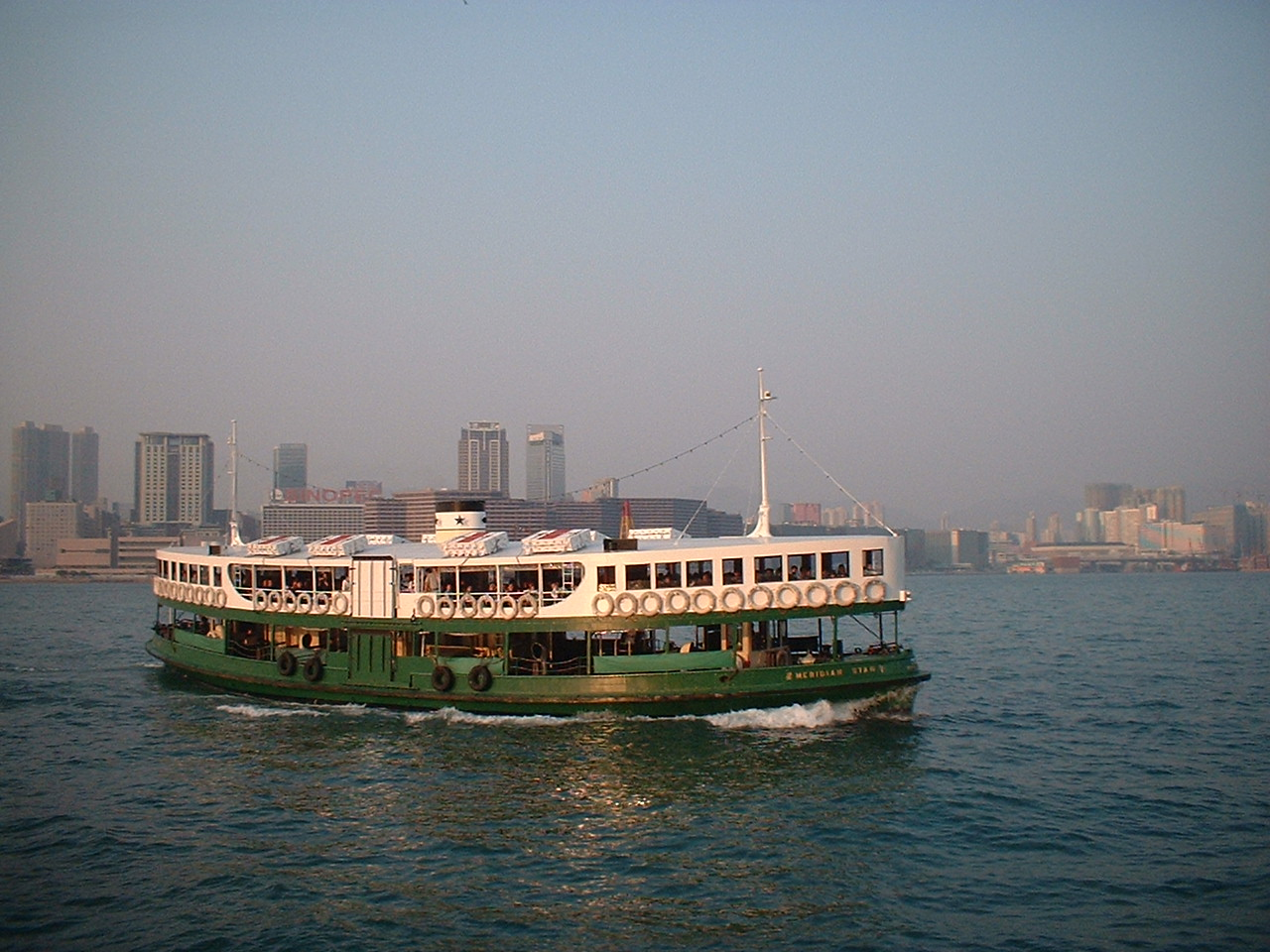
Star Ferry — паром в Гонконге.

## Система оплаты и стоимость проезда
С целью снизить нагрузку на транспортную инфраструктуру и стимулировать использование общественного транспорта, с 1985 года введен дополнительный налог для автомашин, передвигающихся по центру города в часы пик.
В качестве оплаты на таких маршрутах общественного транспорта, как трамвай на о-ве Гонконг, автобус, маршрутные такси, принимаются, как наличные деньги (оплата производится при входе в салон в специальную кассу рядом с водителем, на линиях трамвая — также в кассу, но при выходе, сдача не выдаётся), так и единая бесконтактная карта — Октопус.
Для оплаты проезда в метро, и электропоездах необходимо пройти через турникетную линию, воспользовавшись картой Октопус, либо заранее приобретённым билетом, на выходе также необходимо пройти сквозь турникет с помощью билета.
Для оплаты проезда на паромах необходимо пройти через турникетную линию, оплатив проезд с помощью карты Октопус или наличными деньгами (сдача не выдаётся), либо через кассу (при необходимости получить сдачу).
Для оплаты проезда в трамваях на Новых территориях необходимо провалидировать Октопус-кард либо заранее приобретённый билет в валидаторе на платформе станции.
Стоимость проезда дифференцирована в зависимости от вида транспорта, операторской компании, маршрута, типа используемого транспортного средства (для автобусов), дальности следования, палубы или салона парома и является достаточно сложной. Для удобства пользования на каждой станции метро и электропоездов и на каждой остановке общественного транспорта висит схема оплаты на проходящих маршрутах. Важно иметь в виду, что в большинстве случаев проезд необходимо оплачивать без сдачи (в случае переплаты сдача не выдаётся), поэтому наиболее удобным средством оплаты является бесконтактная единая транспортная карта — Октопус-кард. Помимо удобства данная карта предоставляет скидки при проезде, ей также можно оплачивать мелкие покупки в магазинах некоторых торговых систем.

## Междугородний транспорт

### Морской транспорт
Морской транспорт исторически является главным видом транспорта Гонконга (уже в начале 1970х годов через морской порт проходило в среднем около 7 тыс. океанских судов в год). Кроме того, в связи с высокой стоимостью жилья часть населения проживала на баржах, джонках и других плавстредствах (образующих так называемый "плавающий город").

### Аэропорт

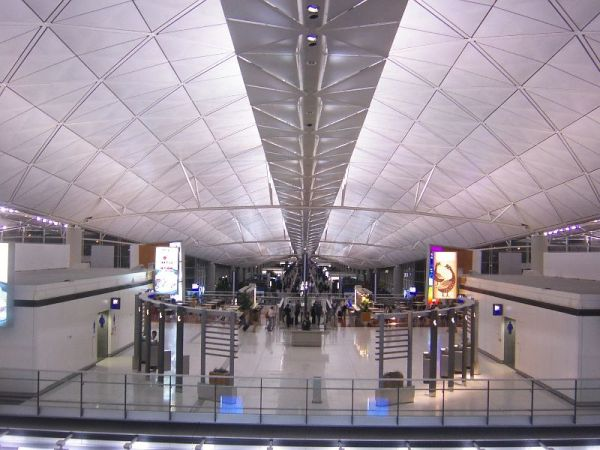
Международный аэропорт Гонконга

Международный аэропорт Гонконга расположен на насыпном острове Чхеклапкок в северной части острова Лантау. Аэропорт связан с городом с помощью линии скоростной электрички — Аэропорт-экспресс и скоростного шоссе. Аэропорт Чхеклапкок в 2007 году был назван лучшим в мире по уровню обслуживания пассажиров, инфраструктуре и целому ряду других критериев по результатам опроса, проведённого независимой британской организацией Skytrax среди 7,8 млн пассажиров.